# NGC 6819
NGC 6819 је расејано звездано јато у сазвежђу Лабуд које се налази на NGC листи објеката дубоког неба.
Деклинација објекта је + 40° 11' 0" а ректасцензија 19h 41m 18,0s. Привидна величина (магнитуда) објекта NGC 6819 износи 7,3. NGC 6819 је још познат и под ознакама OCL 155.